# دانیل سیوفانی
دانیل سیوفانی (انگلیسی: Daniel Ciofani؛ زادهٔ ۳۱ ژوئیهٔ ۱۹۸۵) بازیکن فوتبال اهل ایتالیا است.
از باشگاه‌هایی که در آن بازی کرده‌است می‌توان به باشگاه فوتبال فروزینونه، باشگاه فوتبال پروجا، باشگاه فوتبال دلفینو پسکارا، و باشگاه فوتبال پارما اشاره کرد.